# Casas Josefa Villanueva
Las Casas Josefa Villanueva son dos edificios situados en la calle de Roger de Lauria número 80 y la calle de Valencia número 312, del Ensanche de Barcelona (España), haciendo esquina en el cruce entre estas dos calles. El proyecto fue diseñado por el arquitecto Julio María Fossas en 1904, alargándose su construcción hasta 1909.
Esta obra arquitectónica está considerada como modernista, y actualmente está catalogada como Bien Cultural de Interés Local. El elemento más característico de esta edificación es una tribuna abierta de piedra, que ocupa uno de los ángulos, idéntica a la que ocupaba el otro extremo, que se perdió en una restauración antigua.

## Descripción
Se trata de dos viviendas adosadas entre sí, actuando la medianera actual como eje de composición, tanto en el caso de la planta como de la fachada. El carácter unitario de esta fachada queda roto hoy en día por la desaparición de una de las impresionantes tribunas que ocupaba uno de los vértices de la esquina.
Sobre un tratamiento del plano de fachada se sobreponen los elementos de los balcones (corridos, individualizados y con diferentes longitudes de barandillas, según las plantas) y, especialmente, las tribunas de las esquinas. Estas, como todavía se puede ver en el vértice sur del edificio, estaban formadas por una tribuna pétrea central construida con una estructura de gráciles columnas y sin cierres, flanqueada por unas tribunas de hierro y vidrio de las plantas principal a tercera. Este conjunto estaba coronado por un espectacular templete con una cúpula bulbosa coronada por una esbelta aguja.
La verticalidad de la fachada, enfatizada por las tribunas mencionadas, queda atenuada por la disposición de las barandillas de los balcones y, sobre todo, por la barandilla de la azotea, que sirve de elemento uniformizador del coronamiento del conjunto.